# Puente de las Siete Lunas
El puente de las Siete Lunas es uno de los puentes que se encuentran en la ciudad de Alcoy, en la comarca de Hoya de Alcoy (Comunidad Valenciana, España).
Se encuentra situado en la partida rural de Salterres, a las afueras de Alcoy en dirección a Bañeres, más allá del barrio de Batoy. Por tanto, no se trata de un puente urbano, sino que se construyó para que pasara por aquí la línea ferroviaria del tren Alcoy-Alicante, que no llegó a circular nunca. 
El proyecto de esta línea de ferrocarril corrió a cargo del ingeniero de caminos José Roselló Martí que se encargó en 1927 de la redacción del proyecto de este viaducto sobre el río Polop y los de los barrancos de Siete Lunas, Barchell, Uxola y Zinc, en Alcoy.
A finales de los años 20 del siglo XX se pudo llevar a cabo, después de bastantes dificultades, el trazado de la línea férrea que uniría Alicante y Alcoy. El último proyecto lo redactó José Roselló el 13 de julio de 1929. De esta línea destacan los numerosos puentes y túneles que se tuvieron que hacer y que hoy sirven como ruta verde para el turismo de interior en estas comarcas.
El puente permite salvar el barranco de San Antonio, muy cerca de su unión con el barranco de la Batalla. Con el tiempo, el barranco de San Antonio también pasó a llamarse barranco de las Siete Lunas.
Su visita hace necesaria una pequeña excursión que tiene como fondo el cercano Parque natural del Carrascal de la Fuente Roja. Su gran altura de 46 metros y la amplitud de sus arcos lo hacen idóneo para la práctica del puenting.